# Spanninga Metaal B.V.
Spanninga Metaal B.V. is een internationaal opererend Nederlands familiebedrijf dat gespecialiseerd is in het ontwerpen en produceren van fietsverlichting. Het bedrijf is 1918 opgericht in Joure en produceert sinds 1932 fietsverlichting.
In 1922 kreeg het bedrijf toestemming van Wilhelmina om haar wapen te voeren, nadat zij in staat bleken reliëfs van bronzen portretten te slaan op ware grootte. In 1959 werd het bedrijf hofleverancier met het recht op het voeren van het koninklijk wapen.